# 佐竹義路
佐竹 義路（さたけ よしみち、寛保2年7月3日（1742年8月3日） - 寛政3年10月7日（1791年11月2日））は、出羽久保田藩重臣佐竹東家12代目当主。先代佐竹義智の次男。当初は久保田藩重臣宇都宮氏を継いで宇都宮武綱（うつのみや たけつな）、通称は帯刀を称していたが、のち実家の佐竹東家に戻り、諱を義路、通称を将監・山城に改める。姉は岩崎藩主嗣子佐竹義敏室。兄は義武（源六郎）。妹は多賀谷敦敬室、茂木若狭室ほか。弟は多賀谷敦候（下総、敦敬の養子）。正室は石塚義陳の娘。継室は六郷政長の長女。継室は飛鳥井雅重の妹。子女は義府（長男）、戸村義通室、久由（次男）。

## 経歴
初め宇都宮充綱(帯刀)の養子となり、その家督を相続して宇都宮帯刀武綱と称す（｢武｣字は兄・義武より1字を受けたものか）。宝暦8年(1758年)に相手番に就任。
兄の義武が父に先立って早世したために宇都宮氏家督を戸村氏からの養子である章綱に譲り、佐竹東家に戻る。後に佐竹東家の家督を相続。安永元年（1772年）、藩に対し、京都の公家・高倉家の八千丸との養子縁組を願うものの、年齢等を理由に却下される。安永7年（1778年）に700石加増。寛政元年（1789年）5月7日、隠居し、長男義府に家督を譲る。寛政3年10月7日（1791年11月2日）死去、50歳。
文化2年（1805年）、長男義府（将監）は飲酒の上で人を殺傷し、隠居を命じられて、弟・敦候の多賀谷氏邸に幽閉された。藩主一族で佐竹義敦舎弟・佐竹義方の子・義冨が佐竹東家の家督を相続した。そうした不祥事のため、系譜類で義府は当主から除かれていることがある。